# روبن جينينغز
روبن جينينغز (بالإنجليزية: Robin Jennings)‏ هو لاعب كرة قاعدة سنغافوري، ولد في 11 أبريل 1972 في سنغافورة.

## وصلات خارجية
- روبن جينينغز على موقعبيزبول رفرنس.كوم (الدوري الرئيسي) (الإنجليزية)